# Босненско-подрински кантон
Босненско-подрински кантон (до 2001 Горажденско-подрински кантон, на босненски: Bosansko-podrinjski kanton; на хърватски: Bosansko-podrinjska županija; на сръбски: Босанско-подрињски кантон или Bosansko-podrinjski kanton) e един от 10-те кантона на Федерация Босна и Херцеговина, Босна и Херцеговина. Намира се в Източна Босна. Административен център на кантона е Горажде. Площта на Босненско-подринския кантон е 504,6 км2, а населението му наброява 23 734 хил. души (по преброяване от октомври 2013 г.). Кантонът се състои от три общини Горажде, Пале-Прача, и Фоча-Устиколина.